# Dolmen des Îles
Le dolmen des Îles est un dolmen situé à Voutré. Il a été classé au titre des monuments historiques en 1978. L'édifice est en ruines, les pierres le composant étant éparses.
Il est situé au lieudit Béziet, dans un champ appartenant à une personne privée.